# Coppa dell'Imperatrice 2016 (pallavolo)
La Coppa dell'Imperatrice 2016 si è svolta dal 16 al 25 dicembre 2016: al torneo hanno partecipato ventiquattro squadre di club giapponesi e la vittoria finale è andata per la sesta volta, la quinta consecutiva, alle Hisamitsu Springs.

## Regolamento
La competizione prevede che vi prendano parte 24 squadre, che si affrontano in gara secca per tutto il corso del torneo, dal primo turno alla finale. I club provenienti dalla V.Premier League scendono in campo solo da secondo turno.

## Partecipanti
| - Ageo Medics - Asahikawa Daigaku - Denso Airybees - Ehime Club - Fukuoka Daigaku - Higashi Kyusyu Ryukoku - Hisamitsu Springs - Hitachi Rivale | - JA Gifu Rioreina - JT Marvelous - Kanoya Taiiku Daigaku - Kinjo Daigaku - Kurobe AquaFairies - NEC Red Rockets - Okayama Seagulls - Osaka Taiiku Daigaku | - PFU BlueCats - Ryukoku Daigaku - Seigo - Sendai Belle Fille - Tōkai Daigaku - Toray Arrows - Toyota Queenseis - Tsukuba Daigaku |

## Torneo

### Primo turno
| 16 dicembre 2016 Tokyo Metropolitan Gymnasium, Tokyo Durata: h:? - Spettatori: ? | Asahikawa Daigaku    | 0 - 3 | Ageo Medics            | 16-25, 20-25, 9-25                |
| 16 dicembre 2016 Tokyo Metropolitan Gymnasium, Tokyo Durata: h:? - Spettatori: ? | Ryukoku Daigaku      | 0 - 3 | Seigo                  | 15-25, 21-25, 19-25               |
| 16 dicembre 2016 Tokyo Metropolitan Gymnasium, Tokyo Durata: h:? - Spettatori: ? | JA Gifu Rioreina     | 2 - 3 | Tōkai Daigaku          | 25-20, 22-25, 25-15, 22-25, 10-15 |
| 16 dicembre 2016 Tokyo Metropolitan Gymnasium, Tokyo Durata: h:? - Spettatori: ? | Kurobe AquaFairies   | 3 - 2 | Kanoya Taiiku Daigaku  | 11-25, 25-18, 16-25, 25-23, 15-11 |
| 16 dicembre 2016 Tokyo Metropolitan Gymnasium, Tokyo Durata: h:? - Spettatori: ? | Fukuoka Daigaku      | 3 - 0 | Ehime Club             | 25-15, 25-14, 25-14               |
| 16 dicembre 2016 Tokyo Metropolitan Gymnasium, Tokyo Durata: h:? - Spettatori: ? | Tsukuba Daigaku      | 3 - 1 | Sendai Belle Fille     | 20-25, 25-22, 25-21, 25-19        |
| 16 dicembre 2016 Tokyo Metropolitan Gymnasium, Tokyo Durata: h:? - Spettatori: ? | Osaka Taiiku Daigaku | 3 - 2 | Higashi Kyusyu Ryukoku | 25-17, 22-25, 25-17, 16-25, 15-13 |
| 16 dicembre 2016 Tokyo Metropolitan Gymnasium, Tokyo Durata: h:? - Spettatori: ? | Denso Airybees       | 3 - 0 | Kinjo Daigaku          | 25-6, 25-15, 25-14                |

### Secondo turno
| 17 dicembre 2016 Tokyo Metropolitan Gymnasium, Tokyo Durata: h:? - Spettatori: ? | Hisamitsu Springs | 3 - 2 | Ageo Medics          | 25-19, 28-30, 25-13, 21-25, 17-15 |
| 17 dicembre 2016 Tokyo Metropolitan Gymnasium, Tokyo Durata: h:? - Spettatori: ? | PFU BlueCats      | 3 - 1 | Seigo                | 25-16, 25-21, 20-25, 25-17        |
| 17 dicembre 2016 Tokyo Metropolitan Gymnasium, Tokyo Durata: h:? - Spettatori: ? | Toyota Queenseis  | 3 - 0 | Tōkai Daigaku        | 25-19, 25-16, 25-19               |
| 17 dicembre 2016 Tokyo Metropolitan Gymnasium, Tokyo Durata: h:? - Spettatori: ? | NEC Red Rockets   | 3 - 0 | Kurobe AquaFairies   | 25-11, 25-15, 25-16               |
| 17 dicembre 2016 Tokyo Metropolitan Gymnasium, Tokyo Durata: h:? - Spettatori: ? | Toray Arrows      | 3 - 0 | Fukuoka Daigaku      | 25-19, 25-14, 25-11               |
| 17 dicembre 2016 Tokyo Metropolitan Gymnasium, Tokyo Durata: h:? - Spettatori: ? | Okayama Seagulls  | 3 - 0 | Tsukuba Daigaku      | 25-17, 25-23, 25-21               |
| 17 dicembre 2016 Tokyo Metropolitan Gymnasium, Tokyo Durata: h:? - Spettatori: ? | JT Marvelous      | 3 - 0 | Osaka Taiiku Daigaku | 25-16, 25-23, 25-11               |
| 17 dicembre 2016 Tokyo Metropolitan Gymnasium, Tokyo Durata: h:? - Spettatori: ? | Hitachi Rivale    | 3 - 1 | Denso Airybees       | 25-23, 25-19, 19-25, 27-25        |

### Quarti di finale
| 18 dicembre 2016 Tokyo Metropolitan Gymnasium, Tokyo Durata: h:? - Spettatori: ? | Hisamitsu Springs | 3 - 0 | PFU BlueCats     | 26-24, 25-21, 25-14              |
| 18 dicembre 2016 Tokyo Metropolitan Gymnasium, Tokyo Durata: h:? - Spettatori: ? | Toyota Queenseis  | 1 - 3 | NEC Red Rockets  | 25-23, 19-25, 21-25, 17-25       |
| 18 dicembre 2016 Tokyo Metropolitan Gymnasium, Tokyo Durata: h:? - Spettatori: ? | Toray Arrows      | 3 - 1 | Okayama Seagulls | 18-25, 25-21, 25-22, 25-23       |
| 18 dicembre 2016 Tokyo Metropolitan Gymnasium, Tokyo Durata: h:? - Spettatori: ? | JT Marvelous      | 2 - 3 | Hitachi Rivale   | 25-20, 20-25, 25-21, 29-31, 7-15 |

### Semifinali
| 24 dicembre 2016 Ota City General Gymnasium, Tokyo Durata: h:? - Spettatori: 3 150 | Hisamitsu Springs | 3 - 1 | NEC Red Rockets | 25-19, 21-25, 27-25, 25-22 |
| 24 dicembre 2016 Ota City General Gymnasium, Tokyo Durata: h:? - Spettatori: 2 600 | Toray Arrows      | 0 - 3 | Hitachi Rivale  | 19-25, 18-25, 14-25        |

### Finale
| 25 dicembre 2016 Ota City General Gymnasium, Tokyo Durata: h:? - Spettatori: 2 040 | Hisamitsu Springs | 3 - 0 | Hitachi Rivale | 25-16, 25-18, 25-17 |